# خیابان امامت
خیابان امامت با شماره معبر خیابان ۳۳۱ تهران یکی از خیابان های تهران است که جهت شمالی-جنوب دارد. این خیابان که در شرق تهران واقع شده است، از چهارراه آیت آغاز شده و به خیابان سی متری نیروی هوایی منتهی می‌شود.

## تقاطع ها
| از شمال به جنوب     | از شمال به جنوب                              | از شمال به جنوب |
| ------------------- | -------------------------------------------- | --------------- |
| چهارراه آیت         | خیابان دماوند خیابان آیت                     |                 |
| BRT 3 ایستگاه آیت   |                                              |                 |
| میدان امامت         | خیابان نیشابور خیابان جدیدی خیابان تیموری فر |                 |
|                     | مسیل منوچهری                                 |                 |
|                     | خیابان هشتم نیروی هوایی                      |                 |
| BRT 3 ایستگاه امامت |                                              |                 |
|                     | خیابان سی متری نیروی هوایی                   |                 |
| از جنوب به شمال     |                                              |                 |

## منبع
1. ↑  «اجرای جداول جداکننده در مسیر خط ویژه BRT خیابان امامت». خبرگزاری برنا. ۱۴۰۱-۱۰-۰۷.‏
2. ↑  «ایستگاه‌های بی‌آرتی سنگفرش می‌شوند». همشهری آنلاین. ۱۴۰۰-۰۴-۲۵.‏
3. ↑  «طرح ویژه رسیدگی به ایستگاه‌های بی.آر.تی و اتوبوس در منطقه ۱۳». شهر. ۱۴۰۰-۰۶-۱۴.‏